# Gynoplistia (Gynoplistia) fumipennis
Gynoplistia (Gynoplistia) fumipennis is een tweevleugelige uit de familie steltmuggen (Limoniidae). De soort komt voor in het Australaziatisch gebied.